# 林惟毅
林惟毅（英語：Wei-Yi Lin，1985年12月14日—），藝名惟毅，台灣電視節目主持人，畢業於東吳大學哲學系，經節目徵選後，2010年5月19日起擔任三立都會台旅遊節目《冒險王》第五代主持人，2011年9月28日起因節目整併而成為週三《愛玩客》主持人，2012年6月6日起和Hero共同主持台湾三立都会台旅游节目《爱玩客》，2019年9月10日起擔任一杯小食吧餐廳主廚。

## 出版書籍
《環島打卡非去不可：跳遊台灣66地標》

## 外部連結
- 惟毅的Instagram帳戶
- 惟毅的Facebook專頁
- TVBS 頂尖事務所 - 林惟毅 （页面存档备份，存于）